# Warli
La tribu Warli est une tribu de langue indo-aryenne comptant parmi les Adivasis de l'Inde. Elle représente environ un million de personnes réparties principalement entre le Maharashtra (360 000), et le Gujarat (260 000), et au Karnataka, à Goa et au Pakistan. Les Warlis habitent des villages traditionnels disséminés dans la campagne autour de la ville de Dahanu dans le District de Thane. Ils ont leur propre mode de croyance, de vie et de coutume. Ils sont animistes, mais assimilent volontiers traditions et divinités hindoues. 

## Langue
Le dialecte des Warli ne s'écrit pas. C'est une langue très ancienne, le Marathi, propre à la communauté des Wari qui a intégré au cours des siècles des mots hindi, marathi et gujurati. 
Le mot Warli viendrait du mot « warla » ou "warel" qui désigne une parcelle de terrain qu'on nomme encore aujourd'hui par celui qui allume un brulis. Dans son livre The painted Word of the Warlis, Yashodhara Dalmia note que les Warli seraient le prolongement d'une tradition dont les origines se situent entre 2500 et 3000 av. J.-C..

## Peinture Warli
(Références générales,) 
Leurs peintures murales s'apparentent à celles faites 5000 à 10000 av. J.-C.. dans les grottes de Bhimbetka, dans le Madhya Pradesh. 
Jusqu'à la fin des années 1960, l'art pictural de cette tribu était le fait exclusif des femmes. Cet art rituel ancestral a subi un changement radical au cours des années 1970 : Un homme, Jivya Soma Mashé, se mit à peindre, non pas à la seule occasion des rituels, mais quotidiennement. Son talent fut très vite remarqué au niveau national, recevant directement de la main des plus hauts responsables politiques de l’Inde, dont Madame Indira Gandhi, les plus importantes récompenses artistiques indiennes, puis participant à des expositions remarquées au niveau international.
Cette reconnaissance sans précédent entraîna dans son sillage nombre de jeunes gens, parfois même formés par Jivya Soma Mashé lui-même, dans le cadre d'ateliers improvisés, ou parfois organisés par des représentants du gouvernement. Ces garçons, par une pratique quotidienne de peintures destinées à être vendues, acquirent rapidement un savoir-faire qui fit l'admiration des femmes. Aujourd'hui, rares sont les femmes qui peignent encore, laissant aux hommes cette tâche, y compris à l'occasion des peintures rituelles. Nombre de ces jeunes peintres ont été invités à exposer à l’étranger, sur des initiatives institutionnelles ou privées. Parmi eux, Shantaram Tumbada a eu l’occasion de voir réaliser une de ses œuvres sur le mur d’un immeuble en France, à Lyon ; son style atteint une maturité graphique rare et confère à ses dessins les plus simples l’efficacité visuelle des meilleurs pictogrammes.

### Graphisme et couleurs
Les motifs graphiques sont très simples : le cercle, le triangle et le carré. Le cercle et le triangle sont issus de l’observation de la nature. Le carré (souvent au centre de la peinture) est l’espace réservé au sacré. Les corps humains sont représentés par des triangles inversés. Ils expriment le mouvement. Le triangle pointé vers le haut représente le bassin, celui pointé vers le bas, le torse. Le cercle représente la tête. Les peintures Warli sont exécutées sur un fond ocre, rouge ou noir. La couleur blanche est obtenue à partir de pâte de riz, d’eau et de gomme et placée à l’aide d’un bâtonnet de bambou mâchonné à son extrémité pour lui donner la souplesse d’un pinceau. 

### Thèmes
Trois grands thèmes sont souvent présents dans leurs peintures :
- La danse sur le rythme d'une Tarpa, instrument au centre une spirale, dont les Warli ne jouent qu'une fois la récolte du riz est terminée, Comme toutes les danses en spirale de cette communauté,qui symbolisent la vie. À tout moment on peut y entrer et à tout moment en sortir, comme dans la vie. Les femmes s'y distinguent par leur chignon.
- La peinture de la déesse Paghat représentée au centre d'un cadre sacré (appelé Chowk) qui, encore aujourd'hui, est peinte sur les murs de toute famille Warli où se célèbre un mariage. Aucun mariage Warli se peut se célébrer sans qu'une image de Paghat ait été peinte pour que la déesse soit ainsi vénérée.
- L’arbre, souvent un Pipal, au centre du tableau. L'arbre, pour les Warli, est sacré : il retient sur ses feuilles l'eau de la mousson, il donne des fruits, des fleurs, du bois mort pour se chauffer, il abrite des oiseaux, des petits mammifères, crée de l'humus dans ses racines pour des plantes rares, il fait de l'ombre, protège, peut devenir un dieu… et pour toutes ces raisons doit être protégé

- (en) Indian Folk and Tribal Paintings - Charu Smita Gupta - 2008
- Art contemporain indien - Hervé Perdriolle - 2012 - 5 Continents Eds -  (ISBN 88-7439-609-0)
- "les petits hommes qui dansent sur les murs" Editions LULU 2014 Christian Guillais et Michèle Panhelleux